# Йоркска шоколадова котка
Йоркската шоколадова котка е нова, създадена по изкуствен път порода домашна котка от САЩ.
Спада към среднодългокосместите котки. Породата е получена в САЩ през 1983 г. случайно, без да е извършвана специална селекция от американката Джанет Чифари и носи името на американския щат Ню Йорк. Слабо е позната извън пределите на САЩ. Вероятно при получаването на породата са имали участие сиамски и персийски котки. Характерна е с окраската си в цвят какао или лилаво. Игрива и енергична по характер, много общителна, обича компанията на хората и се разбира добре с деца.